# NK Dob
El Nogometni Klub Dob  es un club de fútbol profesional esloveno con sede en Dob, llamado popularmente NK Dob o Dob. El club fue fundado en 1961, disputa sus partidos como local en el Dob Sports Park y juega en la 2.SNL.

## Palmarés
- 2.SNL: 2013/14
- 3. SNL: 2009/10
- Copa MNZ Ljubljana: 2015/16